# 비틀림 진동
비틀림 진동은 가늘고 긴 물체에 비틀림 힘을 작용하여 비틀어진 물체가 원래 상태로 되돌아가려는 복원력이 작용할 때 일어나는 진동이다.
가늘고 긴 물체에 비틀림을 작용시키면 비틀림 각이 생기고 그에 비례하는 복원력이 작용하는데, 이 복원력에 의한 진동이 비틀림 진동이다. 예를 들어 줄에 돌을 달고 정지하고 있는 상태에서 줄을 비틀면 돌은 철사가 원상태로 돌아가려고 하는 힘 N을 받는다. N은 N=cθ이며, 세타는 비틀림 각, c는 비틀림 상수이다.

## 같이 보기
- 비틀림
- 돌림힘